# Épididymite contagieuse du bélier
L' épididymite contagieuse du bélier est une maladie causée par Brucella ovis. Elle provoque, chez le bélier, une inflammation chronique de l'épididyme avec baisse de la fertilité et, chez la brebis, une placentite qui peut conduire à des avortements. La maladie revêt une importance économique, car elle fait chuter de manière importante le taux de naissance dans les troupeaux atteints.

## Extension
La maladie est probablement présente dans la plupart des pays pratiquant l'élevage du mouton, où elle cause des pertes économiques importantes. Elle a été signalée en Amérique latine, en Amérique du Nord, en Europe, en Australie et en Afrique du Sud.

## Symptômes
Chez le bélier, après une incubation de 6 à 18 semaines, on observe une inflammation de l'épididyme  d'abord aiguë et souvent inapparente, puis chronique, la seule perçue cliniquement, avec induration d'évolution très lente de la queue de l'épididyme s'étendant progressivement au corps et à la tête de l'épididyme, parfois au testicule et accompagnée d'une baisse de la fertilité allant jusqu'à la stérilité en cas d'atteinte bilatérale. Des complications septiques (abcès, fistules) ont été décrites. La guérison spontanée est exceptionnelle. 
Chez la brebis, l'infection est souvent inapparente. Elle peut cependant se traduire par une inflammation transitoire du tractus génital (cervicovaginite, endométrite, salpingite), empêcher la nidation ou provoquer une résorption embryonnaire.  Plus rarement, elle entraîne des avortements, une mortinatalité ou la naissance d'agneaux chétifs. Certaines brebis peuvent rester transitoirement stériles.

## Agent causal
L'épididymite contagieuse du bélier est causée par Brucella ovis, une espèce bien individualisée au sein du genre Brucella, dont le pouvoir pathogène est adapté aux ovins. Elle a une véritable affinité pour le tractus génital mâle, moindre chez la femelle, qui s'assainit rapidement après contamination.

## Diagnostic
La découverte d'épididymite par palpation des testicules des béliers - avec ou sans chute de la natalité - doit conduire à une présomption d'infection du troupeau. Mais seuls 50 % des animaux infectés présentent une épididymite clinique. Des lésions traumatiques ou l'infection par d'autres bactéries peuvent, en outre, provoquer les mêmes symptômes. Des examens de laboratoire sont donc nécessaires pour confirmer le diagnostic.

## Épidémiologie
Les béliers infectés, souvent porteurs inapparents, sont la source principale de contamination, les matières virulentes étant le sperme et l'urine. Chez les brebis contaminées lors de la lutte, l'infection reste transitoire, les matières virulentes étant les sécrétions vaginales, les produits d'avortement, les lochies, l'urine, le lait.
L'infection se transmet par voie vénérienne, y compris homosexuelle entre béliers. La contamination indirecte est possible (eau, aliments et locaux souillés), par voie nasopharyngée ou digestive. Les transmissions de brebis à bélier et de brebis en lactation à agneau sont également importantes.
Les troupeaux indemnes se contaminent généralement par l'introduction d'un reproducteur infecté ou durant la transhumance. La maladie s'étend alors à de nouveaux béliers. Les conséquences sur la natalité commencent à apparaître à partir de 10 % de béliers infectés.

## Lutte contre la maladie
Les brebis étant incapables de maintenir l'infection dans un troupeau,  la lutte contre Bucella ovis se focalise sur les béliers. Il s'agit d'organiser le dépistage clinique (palpation de l'épididyme) et sérologique dans les troupeaux et dans les haras, afin d'éliminer les sujets atteints.
La protection des cheptels indemnes repose sur le contrôle sérologique périodique des béliers et la mise en place d'une quarantaine avec contrôle sérologique des béliers introduits. 
Un cheptel contaminé doit subir plusieurs dépistages espacés de 4 à 6 semaines, avec élimination des animaux positifs et isolement des béliers de remplacement. Les résultats sont cependant aléatoires dans les zones très infectées ou dans les régions où se pratique la transhumance. 
La vaccination des béliers est possible. Elle est le plus souvent associée à des mesures sanitaires (élimination) destinées à assainir le troupeau. Les vaccins sont préparés à base de B. ovis inactivées ou à partir de la souche REV1 de B. melitensis (vaccin REV1). Ils sont efficaces et permettent de réduire l’incidence de l’infection.  Ils peuvent cependant interférer avec le dépistage de la brucellose ovine.